# Ллаенног ап Масгвид
Ллаенног ап Масгвид (валл. Llaennog ap Masgwid; V—VI века) — король Элмета (между серединой V и второй половиной VI веков).

## Биография
Основными источниками сведений о Ллаенноге ап Масгвиде являются средневековые валлийские поэмы и генеалогии. В них он включён в число правителей «Древнего Севера», а его родословная возводится к полулегендарному королю бриттов Коэлю Старому. Согласно этим источникам, Ллаенног был старшим сыном Масгвида Глоффа и отцом Гваллога. В поэме «Y Gododdin» сообщается, что ещё одним его сыном был Мадавг, погибший в битве при Катраете. Дочерью Ллаеннога раннесредневековые предания называют Двиваи, супругу короля Дунотинга Динода Толстого и мать барда Анейрина.
В сочинениях средневековых авторов не упоминаются территории, которыми владел Ллаенног ап Масгвид. Однако на основании того, что и его отец, и его сын обладали землями Элмета, современные историки предполагают, что и Ллаенног правил этим бриттским королевством. Столицей его владений был город Лойдис. Предшественником Ллаеннога на престоле был его отец Масгвид, преемником — сын Гваллог, соправителем — его младший брат Артвис ап Масгвид. Так как в средневековых источниках о Ллаенноге отсутствуют какие-либо точно датированные факты, время правления этого монарха примерно определяется периодом от середины V до второй половины VI веков. Наиболее ранней из возможных дат называется 450 год, наиболее поздней — 566 год.
В исторических источниках Ллаенног ап Масгвид описывается как прославленный воин. По предположению В. В. Эрлихмана, этот король Элмета успешно воевал с англами Линдси и Мерсии. Его союзниками были правители Поуиса Кинген Достопамятный и Пеннин Пабо Опора Британии. Сведения о этих войнах сохранились в «Истории бриттов» Ненния, в которой все победы бриттов над англосаксами на рубеже V—VI веков были приписаны легендарному королю Артуру.
По мнению некоторых историков, Ллаенног ап Масгвид был основателем королевства Леннокс и эпонимом города Леннокстаун. Однако это предположение не имеет достаточно надёжного обоснования.